# Шильд

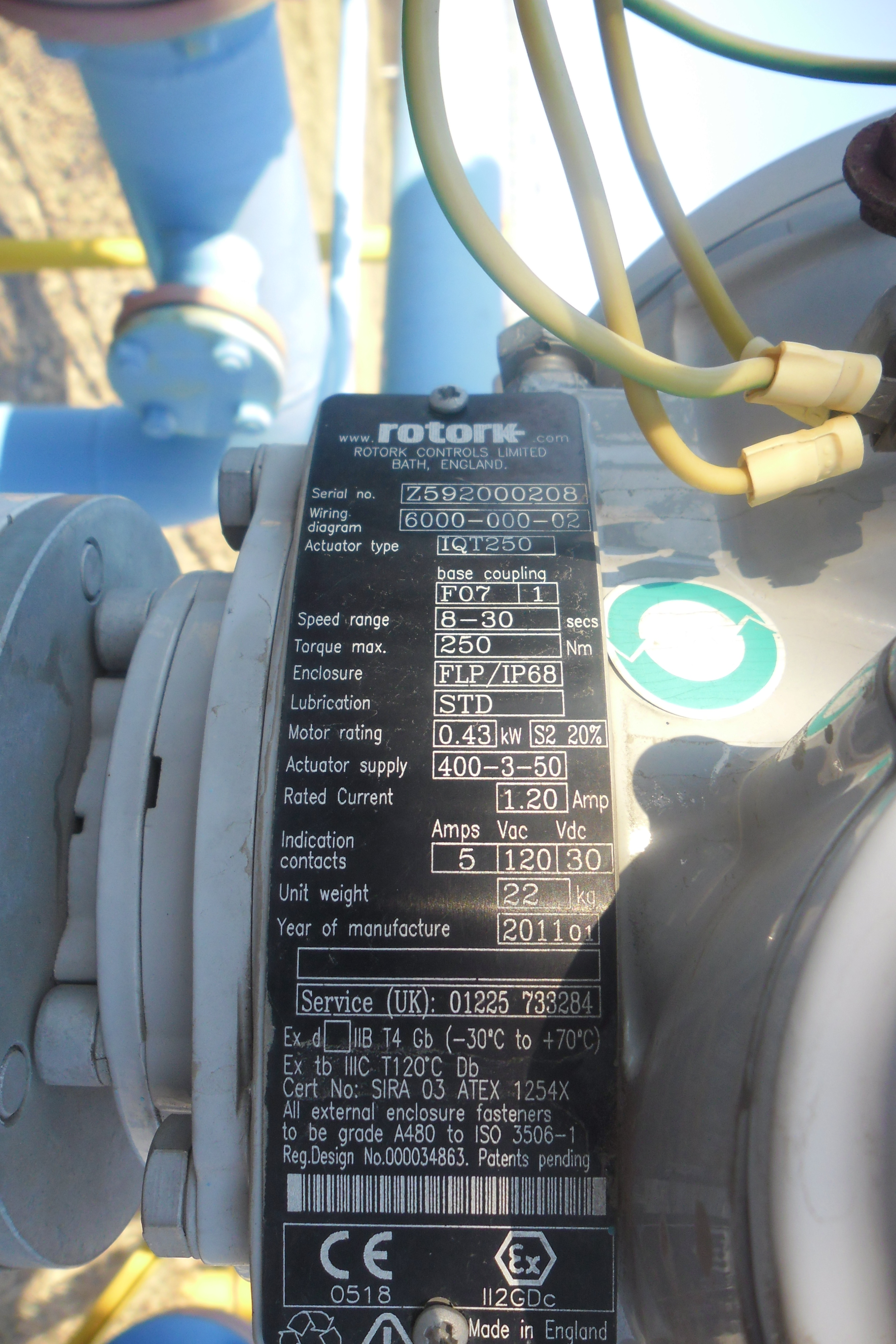
Шильд на приводі засувки.

Шильд (вивіска, табличка; етикетка, ярлик — від нім. Schild) — наклейка, віддрукована методом шовкотрафаретного чи цифрового друку, яка виготовляється з самоклейною основою на білій, прозорій чи фольгованій плівці. Шляхом покриття наклейки епоксидною смолою її поверхня робиться об'ємною та блискучою. Виготовляються в основному для сувенірної та представницької продукції.
На відміну від простого напису шильд має об'єм, а в порівнянні з паперовою етикеткою або наклейкою він має більшу стійкість і міцність. Раніше шильд (рос. шильдик) з паспортними даними устаткування кріпили до заводського верстата або приладу.